# NGC 2044
NGC 2044 (również ESO 56-SC165) – gromada otwarta, znajdująca się w gwiazdozbiorze Złotej Ryby, w Wielkim Obłoku Magellana. Odkrył ją John Herschel w latach 30. XIX wieku.